# Allen County Courthouse (Indiana)
El palacio de justicia del condado de Allen está ubicado en la cuadra rodeada por las calles Clinton/Calhoun/Main/Berry en el centro de Fort Wayne, Indiana, la sede del condado de Allen. Construido entre 1897 y 1902, es un ejemplo nacionalmente significativo de la arquitectura Beaux-Arts. Fue incluido en el Registro Nacional de Lugares Históricos en 1976 y fue designado Monumento Histórico Nacional el 31 de julio de 2003.

## Historia
Diseñado por Brentwood S. Tolan, la construcción comenzó en 1897, la primera piedra se colocó el 17 de noviembre de 1897. El edificio se dedicó el 23 de septiembre de 1902, con un costo final de 817,553.59 $ (250 millones $ en la actualidad). El 23 de septiembre de 2002, el edificio se volvió a dedicar en su centenario después de un esfuerzo de restauración de siete años, que costó $ 8,6 millones

## detalles arquitectónicos
La estructura de estilo arquitectónico Beaux-Arts incluye características tales como cuatro 25 x 45 pies (7,6 x 13,7 m) murales de Charles Holloway, veintiocho tipos diferentes de scagliola que cubren 15 000 pies cuadrados (1393,5 m²), bajorrelieves y arte en vidrio. Cada una de las cinco salas del tribunal tiene su propio esquema de colores.
Encima del edificio hay un edificio de 255 pies (77,7 m) -alta rotonda abovedada revestida de cobre, rematada por una 14 pies (4,3 m) estatua de la veleta de Lady Liberty. La estatua más grande que la vida tiene pies que usarían un número de zapato de mujer de 28.
Los materiales de construcción incluyen piedra caliza de Bedford y granito de Vermont con detalles de mármol italiano. Se construyó un túnel para conectar el palacio de justicia con el edificio City-County ubicado al otro lado de la calle. El Palacio de Justicia también alberga un refugio antiaéreo subterráneo. Los tragaluces construidos originalmente en el edificio se cubrieron durante la Segunda Guerra Mundial y se reemplazaron con luz artificial.
La Nominación a Monumento Histórico Nacional de 2001 dice en su párrafo inicial: "Una combinación elaborada de influencias griegas, romanas y renacentistas, el enorme palacio de justicia refleja la ambición exuberante de los Estados Unidos de finales del siglo XIX".

## notas
1. ↑  (2002-09-23)
2. ↑  Hawfield, Michael y Michael Westfall, El Palacio de Justicia del Condado de Allen: Un Tesoro Nacional Restaurado'. Fideicomiso de Preservación del Palacio de Justicia del Condado de Allen, Guild Press, 2002.
3. ↑  «Sistema de Información de Registro Nacional». Registro Nacional de Lugares Históricos. Servicio Nacional de Parques. 13 de marzo de 2009.